# Скурлатов, Алексей Иванович
Алексе́й Ива́нович Скурла́тов (30 марта 1922, село Налобиха, Косихинский район, Алтайская губерния — 3 ноября 2013, село Налобиха, Косихинский район, Алтайский край) — участник Великой Отечественной войны, разведчик и связист, кавалер двух орденов Красной Звезды и многих других наград. Он послужил прообразом для знаменитого «Алёши» — памятника советским воинам-освободителям в болгарском городе Пловдив, про который также была написана одноимённая песня.

## Биография
Родился в селе Налобиха Алтайской губернии. По словам Алексея Ивановича, точная дата его рождения неизвестна: мать запомнила только месяц, на который пришлись роды, но точной даты вспомнить не могла и лишь предположительно называла: 30 марта. Однако в сельсовете этой записи о рождении нет, а деревенский фельдшер настаивал на дате 9 августа. На табличке могильного креста написана дата рождения 09 августа 1922 года.
Алексей Иванович добровольцем пошёл на фронт в сентябре 1941 года. Сначала воевал в составе сибирского лыжного батальона, в котором принял свой первый бой у деревни Крюково 5 декабря того же года. Участвовал в боях под Калининым, Ржевом, Вышним Волочком, где был ранен так тяжело, что мать получила похоронку, отправленную по ошибке. Позднее, в бою за село Верёвкино получил тяжёлое ранение и был отправлен в госпиталь, а мать снова получила похоронку. Участвовал в битве на Курской дуге, в боях на Украине, в частности, в Никопольско-Криворожской наступательной операции. В сентябре 1944 года участвовал в Болгарской операции, прокладывал связь от Пловдива до Софии и Чёрного моря. В это время Скурлатов познакомился с болгарским связистом и участником Болгарского Сопротивления Методи Витановым. В мае 1945 года в Пловдиве же они праздновали первый День Победы, и Алексей Иванович танцевал с двумя болгарами на плечах, поскольку отличался большой физической силой.
Вернулся домой в ноябре 1946 года. Работал бригадиром МТС, комбайнёром, слесарем-наладчиком, старшим инженером, мастером моторного участка. В 1982 году с помощью болгарских и советских журналистов Методи Витанов сумел найти Скурлатова, он был приглашён в Болгарию, и история о солдате, ставшем памятником получила известность. В 1983 году Скурлатов вышел на пенсию, но затем долгое время работал слесарем на Овчинниковском ремонтном заводе.
В Алтайском крае в 2012 году открыли музей имени А. И. Скурлатова, он появился в школе села Налобиха Косихинского района. В Алтайском крае в 2015 году издали книгу о Скурлатове. В 2013 году сообщалось о том, что книгу о нём собирались издать и в Болгарии, однако неизвестно, было ли реализовано задуманное.
Скончался 3 ноября 2013 года после тяжёлой болезни у себя дома в селе Налобиха Алтайского края.
6 ноября Алексея Скурлатова похоронили. Панихида прошла в Доме культуры его родного села. Через год после смерти на могиле Скурлатова был установлен его барельеф.

## «Алёша»
В 1948 году в Пловдиве решили установить на холме Бунарджик памятник советским воинам-освободителям, а в 1957 году этот памятник был открыт. В облике советского солдата Методи Витанов, передавший в своё время фотографию Алексея скульптору Василу Родославову, узнал своего товарища, после чего написал мелом на гранитном камне постамента по-болгарски «Альоша». Название закрепилось в народе, и с тех пор памятник, который видно почти из любой точки Пловдива, так и называют; этот памятник стал символом города.

Памятник Алёше в Пловдиве.

В 1962 году в Болгарии, и в Пловдиве в том числе, побывал советский композитор Эдуард Колмановский, который рассказал об этой истории поэту Константину Ваншенкину, которого она вдохновила на написание стихотворения, а Колмановский написал музыку. В 1966 году песня «Алёша» была опубликована и стала так популярна, что до 1989 года была официальным гимном Пловдива.
В 1974 году Методи Витанов решил найти своего товарища и написал об истории памятника в журнал «Огонёк», обратившись к бывшим связистам военных лет с просьбой помочь отыскать настоящего Алёшу. Алексей Иванович, который тогда работал слесарем в селе Овчинниково, узнал себя в этой заметке, когда её прочитали на заводе, но его товарищи по бригаде ему не поверили. В 1980 году Андрей Усольцев, рабочий этого завода, поехал в санаторий города Белокуриха, где встретился с учителем из Свердловска, Леонидом Голубевым. Когда по телевизору заиграла песня «Алёша», учитель сказал, что давно со школьниками ищет героя этой песни, на что рабочий ему ответил, что работает вместе с фронтовиком, который как раз им себя и считает, но ему никто не верит. Голубев, наоборот, поверил и списался со Скурлатовым, попросил у него фотографию, а затем переслал её в Болгарию. В ответ на эту фотографию Методи написал: «Я нашёл тебя, Алёша!»
В 1982 году Алексей Иванович поехал в Болгарию, где его встречали с почестями, как героя, а в Пловдиве удостоили звания почётного гражданина. «Встречали, как министра какого, — посмеивался Скурлатов. — Площадь вся запружена была людьми, хор пел песню. Сказали, что я — символ дружбы двух народов. Ну символ, так символ».
Люди в Пловдиве Алексея Ивановича Скурлатова и «его» памятник до сих пор очень чтут, а в конце 1980-х — 1990-е годы успешно препятствовали всем попыткам его снести как символ не освобождения, а «советской оккупации». В 2007 году они пригласили Алексея Ивановича на пятидесятилетие памятника, но он не смог приехать по состоянию здоровья, и приехала его дочь, Нелли Алексеевна.

## Награждение в 2012 году
За годы войны Скурлатов был дважды награждён орденом Красной Звезды. Второй раз — за мужество, проявленное в бою 25 августа 1944 года, когда Алексей Иванович с товарищами защитил от неприятеля советский наблюдательный пункт и командную высоту, лично уничтожив при этом 18 немцев и ещё пятерых взяв в плен. За этот бой он в первый раз получил орден Красной Звезды.
Но ещё до этого, в январе-феврале 1944 года, в ходе Никопольско-Криворожской наступательной операции, находясь в составе 234-го артиллерийского полка 188-й стрелковой дивизии 3-го Украинского фронта в качестве артиллерийского разведчика, он был награждён за храбрость ещё одним орденом Красной Звезды. Вот что написано в наградном листе от 8 февраля 1944 года: «30.01.1944… двигаясь в боевых порядках пехоты и не обращая внимания на артминобстрел, ни на минуту не прекращая наблюдения за противником, своевременно обнаружил его огневые точки. Во время наступления с 30.01.44 по 3.02.44 им были обнаружены артбатарея, станковой и ручной пулемёт противника, которые уничтожили огнём дивизиона. В момент контратаки пехоты и танков противника Скурлатов из своего личного оружия уничтожил двух немецких солдат. Будучи раненым, отказался уйти с поля боя, продолжал ещё интенсивнее вести огонь по врагу».
За этот бой командование полка решило наградить его орденом Отечественной войны II степени, но командование дивизии решило наградить орденом Красной Звезды. Однако приказ об этом, от 23 февраля 1944 года, затерялся в военной суматохе. Лишь спустя 68 лет, весной 2012 года, Тамара Дмитриенко, журналист алтайского издания «Свободный курс», работавшая с документами в Центральном архиве Министерства обороны Российской Федерации, нашла документ о присвоении ордена без отметки о вручении. Она нашла номер телефона ветерана, позвонила и узнала, что такой награды у фронтовика действительно нет. В конце 2012 года ветерану вручили орден, приезжал даже губернатор Алтайского края Александр Карлин.

## Награды
- Орден Отечественной войны II степени (1985)[21]
- Орден Отечественной войны 1-й степени (1987)[22]
- два ордена Красной Звезды приказ № 24/н от 23.02.1944 по 188 сд 37 А 3 Украинского фронта[23]; приказ № 79/н от 30.09.1944 по 188 сд 37 А 3 Украинского фронта[24]
- Медаль Жукова
- Медаль «За отвагу» (приказ № 1/н от 11.01.1944 по 234 ап 188 сд 2 Украинского фронта[25])
- Медаль «В ознаменование 100-летия со дня рождения Владимира Ильича Ленина»
- Медаль «За победу над Германией в Великой Отечественной войне 1941—1945 гг.»
- Юбилейная медаль «Двадцать лет Победы в Великой Отечественной войне 1941—1945 гг.»
- Юбилейная медаль «Тридцать лет Победы в Великой Отечественной войне 1941—1945 гг.»
- Юбилейная медаль «Сорок лет Победы в Великой Отечественной войне 1941—1945 гг.»
- Юбилейная медаль «50 лет Победы в Великой Отечественной войне 1941—1945 гг.»
- Юбилейная медаль «60 лет Победы в Великой Отечественной войне 1941—1945 гг.»
- Юбилейная медаль «65 лет Победы в Великой Отечественной войне 1941—1945 гг.»
- Медаль «Ветеран труда»
- Медаль «Ветеран Вооружённых Сил СССР»
- Медаль «За освоение целинных земель»
- Юбилейная медаль «50 лет Вооружённых Сил СССР»
- Юбилейная медаль «60 лет Вооружённых Сил СССР»
- Юбилейная медаль «70 лет Вооружённых Сил СССР»
- Орден «За заслуги перед Алтайским краем» I степени
- Медаль Болгарии «65 лет Победы над фашизмом»[26].